# Empresari
Un empresari és aquella persona que, de forma individual o col·lectiva, fixa els objectius i pren les decisions estratègiques sobre les metes, els mitjans, l'administració i el control de les empreses i assumeix la responsabilitat tant comercial com a legal enfront de tercers. L'empresari és la persona física, o jurídica, que amb capacitat legal i d'una manera professional combina capital i treball amb l'objectiu de produir béns i/o serveis per oferir-los al mercat a fi d'obtenir beneficis.
El terme generalment s'aplica tant a les altes capes de gerència -els anomenats executius en cap —per exemple Steve Jobs i Bill Gates– com als membres del consell d'administració —per exemple: Sergio Marchionne i Ramón Aboitiz– o a alguns accionistes (generalment "accionistes majoritaris" o aquells que posseeixen múltiples inversions —per exemple: Warren Buffett i Ricardo Claro– i, generalment, als propietaris d'empreses de qualsevol grandària.
Es pot suggerir que en el rol de l'empresari es troben tres funcions diferents: la de propietari, capitalista o financer; la de gerent o administrador i la d'emprenedor o innovador que assumeix riscos.
Jean-Baptiste Say suggereix en el seu Traité d'économie politique de 1803 que "és rar que tals empresaris siguin tan pobres que no posseeixin almenys part del capital que empren"; que "ell és l'enllaç de comunicació entre les diferents classes de productors, com entre els productors i els consumidors. Ell dirigeix el negoci de la producció i és el centre de moltes trobades i relacions; ell fa guany del seu coneixement i de la ignorància d'uns altres, i de qualsevol avantatge accidental de producció"; que "el mèrit del mercader que aconsegueix, a través del bon maneig fer que el mateix capital sigui suficient per expandir un negoci és precisament anàleg al de l'enginyer, que simplifica la maquinària o la fa més productiva", i nota al mateix temps que "l'empresari està exposat a tots els riscos, però en canvi s'aprofita de tot el que pugues ser-li favorable".